# مافكا

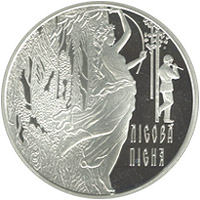

مافكا (بالأوكرانية: Мавка وتنطق مافكا، أو навка نافكا، أو нявка نيافكا؛ وبالبلغارية: нави نافي (للجمع) – أتت من اللغة السلافية البدائية * navь«الموت») وهي روح أنثى في الأساطير الأوكرانية لديها شعر طويل وأحيانا تكون عارية مما يجعلها خطيرة على الشباب الصغار.
عُرفت هذه الروح بأنها تجسيد لأرواح الفتيات الَّتي متن بطريقة غير طبيعية مأساوية أو موت الأطفال وتحديدا الأطفال الذين لم يعمّدوا. تظهر المافكا غالبا بهيئة فتيات صغيرات حسناوات يغرين الشباب الصغار ويأتين بهم للغابة حيث «يدغدغونهم» حتى الموت. لا تملك مافكا انعكاسا لها على المياه وليس لها ظل أو حتى «ظهر» ويقصد بذلك أنك تستطيع رؤية ما بداخلهن (غالبا ما كانوا يطلقون عليهن اسم «نيافكا» كما اعتقدوا بأنهن يعشن في غرب أوكرانيا حيث توجد أنهار جبلية خطيرة أكثر مما يوجد في وسط أوكرانيا، أما «مافكا» التي اعتقدوا أنها تعيش في وسط أوكرانيا فهي تملك ظهرا)، قيل بأنها تساعد الفلاحين وتعتني بالماشية وتبعد الحيوانات البرية.
اعتقد الناس بأنهن يعشن في جماعات داخل الغابات أو كهوف الجبال أو في السقيفة ويزينّها بالسجاد ويصنعن خيوطا من الكتان المسروق وينسجن أقمشة شفافة ليحكن لأنفسهن ثيابا كما أنهن يحببن الزهور فهن يضعنها في شعورهن وفي الربيع يغرسن الأزهار التي تغري الرجال الذين يدغدغنهم حتى الموت على الجبال. أما خلال عيد العنصرة (كما يعرف أيضا بعيد فصح مافكا وبالأوكرانية: На́вський Вели́кдень) حيث يقمن الألعاب ويرقصن ويحتفلن، يشاركهن شيطان بمزماره أو نايه
ليستطيع الشخص أن يحمي روح الطفل الذي لم يتم تعميده فعليه أن يرمي وشاح رأس خلال عيد العنصرة وينطق باسم الطفل ويضيف «أنا اعمّدك» وبتلك الطريقة روح الطفل الذي أُنقذ تذهب للجنة، وفي حال بقيت روح الطفل سبع سنوات ولم تذهب للجنة فالطفل سيتحول إلى مافكا ويطارد البشر.
يعتقدون بأن أول مافكا (أو روسالكا) كانت الآلهة كوستروما، كما تنص الأسطورة فالشقيقين كوستروما وكوبالو ذهبا إلى الحقل ليستمعا إلى تغريد طائر السيرين لكن السيرين اختطف كوبالو وأخذه إلى الناف «عالم الأموات», بعد العديد من السنوات في أحد الأيام صنعت كوستروما إكليلا وسارت على ضفة النهر وتباهت أن هبات الرياح لن تسقط إكليلها من رأسها، بناء على اعتقاد البعض فهذا كان يعني أنها لن تتزوج، لكن تباهيها لم يستمر منذ أن الآلهة غضبت منها فاشتدت الرياح وألقت بإكليلها نحو مياه النهر فالتقطه كوبالو الذي كان على مقربة منها راكبا قاربه، كما ورد في العادات السلافية فإن من يلتقط إكليلا فحتاما عليه أن يتزوج من صانعته -ممن صنع الإكليل- فحدث ذلك ووقعا بحب بعضهما وتزوجا بعدها بفترة قصيرة دون أن يعلما بأنهما كانا في واقع الأمر أشقاء. بعد الزواج أخبرتهم الالهات الحقيقة لكن حقيقة أنهما لا يستطيعان البقاء معا كانت أكبر مما يستطيعان تحمله فقررا الانتحار فألقى كوبالو نفسه في النار ومات بينما انطلقت كوستروما للغابة ملقية بنفسها في بحيرة الغابة لتغرق، لكنها لم تمت وأصبحت مافكا. ومنذ ذلك الحين وهي تسير حول ضفة البحيرة فإن رأت شابا فهي ستغريه فورا وتسحبه إلى هاوية البحيرة وحين تدرك مافكا أن من بين يديها ليس بمحبوبها يكون الأوان قد فات وغرق الشاب.
برؤية ما آلت إليه الأمور ندمت الآلهات على ما فعلوه بهم لكن إعطاؤهما أجسادا بشرية كان أمرا مستحيلا وعوضا عن ذلك حولاهما إلى زهرة ذات لونين أصفر وأزرق، فلون النار الأصفر الناري هو كوبالو وأما الأزرق -كلون مياه بحيرة الغابة- كان كوستروما، أعطى السلافية اسم كوبالو دا مافكا لتلك الزهرة ولاحقا وفي فترة معمودية كيفانس أعادوا تسمية الزهرة وجعلوه إيفان دا ماريا.
تم تصوير المافكا في الأدب وأشهرها هو عمل «أغنية الغابة» للكاتبة لسيا أوكرانيكا وعمل «ظلال الأسلاف المنسيين» للكاتب ميكايلو كوتسيوبينسكي أما في الأدب المعاصر والحديث فتطورت صورة مافكا على أيدي الفرقة الموسيقية الأوكرانية مافكا.

## انظر إلى
- فورست سونج (فيلم 1963)
- مافكا (فرقة)
- كوستروما (الإله)
- ماري (الفولكلور)
- النيادة حورية الماء
- ناف
- حورية
- عائد  [لغات أخرى]‏
- الشيطانة